# Akhmed Tazhudinov
Akhmed Tazhudinov (* 25. Januar 2003 in Gergebil, Russland) ist ein bahrainischer Ringer.

## Karriere
Tazhudinov trat bis Herbst 2022 international für Russland an, seitdem startet er für Bahrain. Seinen ersten großen Titel für das neue Team gewann er bei den Asienspielen 2022, wo er im Schwergewicht siegte.
2023 wurde er Asienmeister und Weltmeister im Schwergewicht. Im Jahr darauf verteidigte er seinen Titel bei den Asienmeisterschaften und gewann bei den Olympischen Spielen 2024 in Paris die Goldmedaille im Schwergewicht.